# False Heads

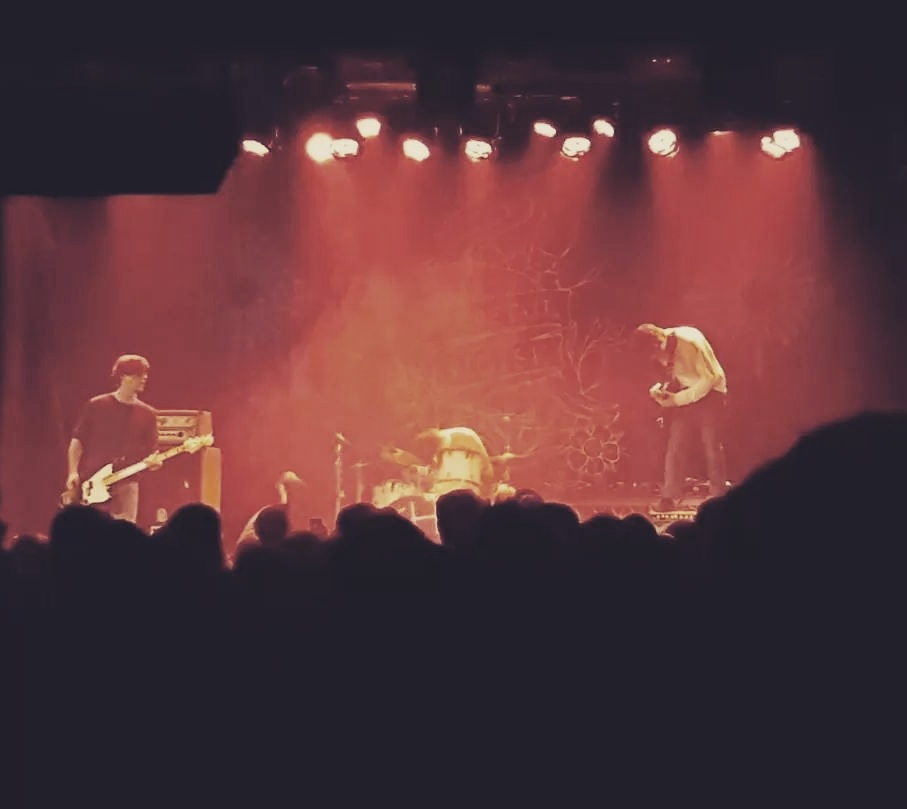
False Heads tocando en Londres.

False Heads es una banda inglesa de rock formada en Londres en el año 2015. Está formada por Luke Griffiths (Voz y guitarra), Jake Elliott (Bajo) y Barney Nash (Batería y voz). 

## Discografía

### Álbumes de estudio
- It's All There But You're Dreaming[1]
- Sick Moon

### EP
- Gutter Press EP (2017)
- Less is Better EP (2018)